# Karel Vůjtek
Karel Vůjtek (* 22. srpna 1946 Ostrava) je český básník, spisovatel, novinář, fejetonista a překladatel.

## Život
Narodil se v Ostravě. Vystudoval Pedagogickou fakultu v Ostravě, pracoval jako publicista a pedagog. Časopisecky debutoval v roce 1966, knižně pak v roce 1977 básnickou sbírkou Řetízkový kolotoč. V roce 1982 publikoval básnickou sbírku Takové noci takové dny a o rok později poému Báseň pro soprán, kterou v roce 1987 zhudebnil skladatel Milan Báchorek pod názvem Hukvaldská poéma pro soprán, tenor, baryton, dětský sbor, ženský sbor, recitátora a velký orchestr. Za tuto poému získal v roce 1984 cenu Českého literárního fondu.
Překládá z polštiny, ruštiny a slovenštiny.
Kromě několika bibliofilských tisků přispěl verši do různých almanachů či výborů, např. Oheň (Profil, 1975), Větrná pošta (BB, Profil, Ostrava 1988, tam také překlady z polštiny), Pod znakiem Ikara (BB, Górnośląskie Towarzystwo Literackie, Katowice 2004), V Tramtárii, tam je hej. Básničky pro zasmání a dobrou náladu od českých básníků. (BB, Albatros. Praha 2004), Báseň mého srdce (BB, Host a Litterula, Brno, Praha 2005), Stavitelé chrámu poezie (BB, Agentura Krígl, Praha 2010).
Pro zhruba desítku obrazových publikací nakladatelství Profil a Montanex (1985 – 2006) napsal úvodní eseje, doslovy či průvodní slova. 
V roce 2021 publikoval knihu Domovy Jarmily Glazarové k příležitosti 120. výročí narození spisovatelky Jarmily Glazarové.

## Dílo

### Poezie
- Řetízkový kolotoč (1977) – báseň Packavý Janek zhudebnil Jan Grossmann pro Pěvecké sdružení moravských učitelů, nahráno (Panton 1986).
- Takové noci takové dny (1982)
- Báseň pro soprán (1983) – oceněno Prémií ČLF (1984), zhudebněno Milanem Báchorkem pod názvem Hukvaldská poéma pro recitátora, soprán, tenor a baryton sólo, dětský sbor, ženský sbor a velký orchestr na slova Karla Vůjtka. Nahráno na gramodesky (Panton 1988) a CD (Panton 1995).
- Milostín (2005)
- Skřivánek (2006)
- Bereš mi rty (2011)
- Hlasité nebe (2014)

### Poezie pro děti
- Náš kopec má kytku za kloboukem (1991)

### Publicistika
- Sonáta pro dvě ruce a hlas aneb Ivana Měrky životaběh (2003)
- I havrani cukrují (2012)
- To byl Rudolf Resner - Robert Rýdl (2016)
- Domovy Jarmily Glazarové (2021)

### Překlady
- Gustaw Sajdok, Kouzelný mlýnek (1987, z polštiny)
- Steve Parker, Jak žili dinosauři (1991, ze slovenštiny)
- J. Brzechwa, A. Fredro, L. J. Kern, W. Próchniewicz, T. Śliwiak, Směšné básničky pro chytré hlavičky (1996, z polštiny)
- Janusz Klimsza, V srdci Černého pavouka (2000, z polštiny)
- Wilhelm Przeczek, Stoletý kalendář (2001, z polštiny)